# Rik Schaffer
Rik Schaffer – amerykański kompozytor muzyki do gier, filmów i telewizji. Pracował przy ponad 110 tytułach gier oraz dziesiątkach reklam. Wydał 4 albumy muzyczne. Założył w 1996 roku Womb Music po tym, jak przestał być członkiem takich zespołów jak Tomorrow's Child czy Engines of Aggression. Często współpracuje ze swoją partnerką – Margaret Tang.
Skomponował muzykę do następujących gier komputerowych: Bruce Lee: Quest of the Dragon, The Scorpion King: Rise of the Akkadian, Spawn: Armageddon, X-Men Legends, Vampire The Masquerade: Bloodlines, Fantastic 4, X-Men: The Official Game, Neverwinter Nights 2: Maska zdrajcy czy The Elder Scrolls Online.

## Dyskografia
Tomorrow’s Child
- Street Survivors Various Artists (Metal Blade, 1989)
- Tomorrow's Child (Dream Circle, 1993)
- Rocky Coast, Rough Sea (Dream Circle, 1996)

Engines Of Aggression
- Speak EP (Priority, 1993)
- Inhuman Nature (Priority, 1994)

Womb
- Bella (Dream Circle / Alfa Music, 1996)

Nectar
- Afterglow (Dream Circle, 1997) z udziałem gościnnym Stephena Shareauxa z Kik Tracee[1]